# Bjarne Riis
Bjarne Lykkegård Riis (Herning, 3 aprile 1964) è un ex ciclista su strada, pistard e dirigente sportivo danese.
Professionista dal 1986 al 1999, vinse il Tour de France 1996, Amstel Gold Race 1997 e diverse tappe del Giro d'Italia. Dal 2000 al 2015 è stato team manager e direttore sportivo della squadra ciclistica CSC/Saxo/Tinkoff.

## Carriera
Esordì tra i professionisti nel 1986. Nel biennio 1994-1995 corse tra le file del discusso team italiano Gewiss-Ballan: al primo anno, secondo il dottor Messini D'Agostini (uno dei magistrati nel processo che vide coinvolto il medico Francesco Conconi), Riis era solito avere variazioni non naturali di ematocrito superiori al 20%. L'anno dopo il danese concluse al terzo posto il Tour de France; nei giorni prima della fine della corsa – lo si seppe da documenti sequestrati a Conconi – gli era però stato rilevato un tasso di ematocrito al 56,3%.
Al termine del 1995 si accasò al Team Deutsche Telekom. Nella stagione subito seguente, all'età di trentadue anni, vinse il Tour de France, potendo contare quell'anno sul giovane Jan Ullrich come gregario. Dopo la vittoria al Tour si guadagnò nel gruppo il soprannome di Monsieur 60%, con riferimento al suo tasso di ematocrito; il massaggiatore della Telekom Jeff D'Hont testimoniò peraltro come, durante la seconda settimana di quel vittorioso Tour, l'ematocrito del danese avesse raggiunto addirittura il 64%, e come di conseguenza si fossero rese necessarie delle iniezioni anti-trombosi. Riis comunque non venne mai trovato positivo all'antidoping.
Negli anni a seguire vinse l'Amstel Gold Race 1997; in precedenza si era aggiudicato tre campionati nazionali danesi e alcune tappe al Giro d'Italia. La sua carriera terminò prematuramente il 18 giugno 1999, per colpa di un infortunio causatogli dopo una caduta avvenuta durante una tappa del Tour de Suisse. Dopo il suo ritiro dal ciclismo professionistico divenne nell'agosto del 2000 direttore sportivo alla Memory Card-Jack & Jones per le corse a tappe.
Il 25 maggio 2007, in una conferenza stampa, Riis ammise, seguendo l'esempio di altri suoi ex compagni di squadra quali Aldag e Zabel, di aver fatto uso di doping durante la sua carriera, precisamente tra il 1993 e il 1998, assumendo EPO, cortisone e somatotropina. Si disse inoltre disposto a restituire la maglia gialla vinta al Tour del 1996. Il 4 luglio 2008, proprio alla vigilia del Tour de France 2008, l'organizzazione della Grande Boucle riattribuì a Riis la vittoria del 1996 poiché, essendo passati più di dieci anni al momento della confessione, il reato era prescritto.

## Palmarès

### Strada
- 1985 (Dilettanti)

Grand Prix des Artisans Manternach
Classifica generale Tour de Liège
- 1989 (Super U-Raleigh-Fiat, due vittorie)

9ª tappa Giro d'Italia (L'Aquila > Gubbio)
1ª tappa Tour de la Communauté Européenne
- 1990 (Castorama, due vittorie)

7ª tappa Tour de la Communauté Européenne
9ª tappa Tour de la Communauté Européenne
- 1992 (Ariostea, una vittoria)

Campionati danesi, Prova in linea
- 1993 (Ariostea, due vittorie)

7ª tappa Giro d'Italia (Capo d'Orlando > Agrigento)
7ª tappa Tour de France (Péronne > Châlons-sur-Marne)
- 1994 (Gewiss-Ballan, una vittoria)

13ª tappa Tour de France (Bagnères-de-Bigorre > Albi)
- 1995 (Gewiss-Ballan, tre vittorie)

Campionati danesi, Prova in linea
3ª tappa, 2ª semitappa Post Danmark Rundt
Classifica generale Post Danmark Rundt
- 1996 (Team Deutsche Telekom, 10 vittorie)

Grand Prix Midtbank
Grand Prix Ostfenster
Campionati danesi, Prova in linea
Campionati danesi, Prova a cronometro
9ª tappa Tour de France (Le Monêtier-les-Bains > Sestriere)
16ª tappa Tour de France (Agen > Lourdes-Hautacam)
Classifica generale Tour de France
Coppa Sabatini
- 1997 (Team Deutsche Telekom, tre vittorie)

Amstel Gold Race
Aarhus Post Grand Prix
Grand Prix Midtbank
- 1998 (Team Deutsche Telekom, due vittorie)

Grand Prix Midtbank
5ª tappa Euskal Bizikleta

#### Altri successi
- 1989 (Super U-Raleigh-Fiat)

2ª tappa Tour de France
- 1995 (Gewiss-Ballan)

3ª tappa Tour de France (Alençon)
- 1998 (Team Deutsche Telekom)

Campionati danesi, Prova a cronometro a squadre

### Pista
- 1996

Sei giorni di Herning

## Piazzamenti

### Grandi Giri
- Giro d'Italia

1988: fuori tempo (12ª tappa)
1989: 86º
1990: 100º
1991: 43º
1992: 101º
1993: non partito (19ª tappa)
1994: 70º
- Tour de France

1989: 95º
1990: non partito (17ª tappa)
1991: 107º
1993: 5º
1994: 14º
1995: 3º
1996: vincitore
1997: 7º
1998: 11º
- Vuelta a España

1987: ritirato (12ª tappa)
1995: non partito (10ª tappa)

### Classiche monumento
- Milano-Sanremo

1991: 80º
1992: 194º
1997: 98º
- Giro delle Fiandre

1987: 60º
1988: 74º
1989: 66º
- Parigi-Roubaix

1991: 60º
- Liegi-Bastogne-Liegi

1987: 69º
1989: 111º
1991: 51º
1996: 26º
1997: 28º
- Giro di Lombardia

1990: 40º
1994: 7º

### Competizioni mondiali
- Campionati del mondo

Chambéry 1989 - In linea: ritirato
Stoccarda 1991 - In linea: 6º
Benidorm 1992 - In linea: ritirato
Oslo 1993 - In linea: 9º
Agrigento 1994 - In linea: 9º
Lugano 1996 - In linea: 10º
San Sebastián 1997 - In linea: 59º
- Giochi olimpici

Atlanta 1996 - In linea: 87º
Atlanta 1996 - Cronometro: 14º